# Jacek Szade
Jacek Grzegorz Szade (zm. 28 lutego 2023) – polski profesor nauk fizycznych, pracownik naukowy Uniwersytetu Śląskiego w Katowicach.

## Życiorys
W 1989 r. obronił rozprawę doktorską pt. Badanie efektów związanych z polaryzacją elektronów przewodnictwa i niestabilnością struktury w związkach gadolinu: GdCu oraz Gd1-xMxAg, gdzie M = Y, La, Lu, Er i Th, której promotorem był prof. August Chełkowski. W 2001 r. habilitował się na podstawie pracy zatytułowanej Badanie oddziaływań wymiennych oraz relacji magnetyzmu i struktury elektronowej w gadolinie i jego związkach, a w 2008 r. uzyskał tytuł profesora nauk fizycznych. Pracował na stanowisku profesora w Instytucie Fizyki im. Augusta Chełkowskiego na Wydziale Matematyki, Fizyki i Chemii Uniwersytetu Śląskiego w Katowicach, a także w Narodowym Centrum Promieniowania Synchrotronowego SOLARIS Uniwersytetu Jagiellońskiego.
Był członkiem zarządu i wiceprezesem Polskiego Towarzystwa Promieniowania Synchrotronowego.